# Pierre Brun (homme politique)
Pour les articles homonymes, voir Pierre Brun et Brun.
Pierre Brun, né le 21 août 1900 à Paris et mort le 2 mars 1976 à Avon (Seine-et-Marne) est un exploitant forestier de profession et une personnalité politique française.

## Biographie
Il fait ses études au collège de Meaux (Seine-et-Marne), puis à l’École d'agriculture de Grignon, où il obtient son diplôme d’ingénieur agronome.
Il est maire du Châtelet-en-Brie (Seine-et-Marne) de 1929 à 1971. En 1945, il devient conseiller général du canton du Châtelet-en-Brie, où il est réélu en 1949, 1955 et 1961. 
À partir de 1948, Il prend la direction du journal La République de Seine-et-Marne, à Melun.
En 1953, il est élu président du conseil général de Seine-et-Marne, fonction qu’il occupe jusqu’en 1958, année pendant laquelle il commence un mandat de sénateur, du 8 juin 1958 au 2 mars 1976.
En 1959, Pierre Brun devient président de l’Union des maires de Seine-et-Marne. En 1962, au sein du district de la région de Paris, il est administrateur, puis vice-président en 1963 (réélu en 1964), puis, président du conseil d'administration en 1966. En 1971, après avoir rempli, pendant plus de 40 ans, sa fonction de maire du Châtelet-en-Brie, il passe la flambeau à son fils, Richard Brun.
Le 2 mars 1976, Pierre Brun meurt de complications de santé à Fontainebleau et est inhumé dans le caveau familial du Châtelet-en-Brie.
Marié à Thérèse Boisselot le 20 mai 1925, il en a cinq enfants : Françoise, Brigitte (1933-1937), Pierre, Margaret et Richard.
Au cours de sa vie, Pierre Brun reçoit plusieurs distinctions : il est décoré officier de la Légion d'honneur[Quand ?], fut président de l’œuvre des pupilles de l'école publique de Seine-et-Marne, et administrateur de l'automobile club d'Île-de-France.
En décembre 1982, la rue Pierre-Brun est inaugurée dans la ville chef-lieu du département, en présence du maire de Melun, Marc Jacquet, et de Paul Séramy, maire de Fontainebleau.